# Carlton (Wisconsin)
Carlton es un pueblo ubicado en el condado de Kewaunee en el estado estadounidense de Wisconsin. En el Censo de 2010 tenía una población de 1.014 habitantes y una densidad poblacional de 10,99 personas por km².

## Geografía
Carlton se encuentra ubicado en las coordenadas 44°22′37″N 87°35′14″O / 44.37694, -87.58722. Según la Oficina del Censo de los Estados Unidos, Carlton tiene una superficie total de 92.23 km², de la cual 92.22 km² corresponden a tierra firme y (0.01%) 0.01 km² es agua.

## Demografía
Según el censo de 2010, había 1.014 personas residiendo en Carlton. La densidad de población era de 10,99 hab./km². De los 1.014 habitantes, Carlton estaba compuesto por el 98.03% blancos, el 0.1% eran afroamericanos, el 0.1% eran amerindios, el 0.39% eran asiáticos, el 0% eran isleños del Pacífico, el 0.69% eran de otras razas y el 0.69% pertenecían a dos o más razas. Del total de la población el 2.86% eran hispanos o latinos de cualquier raza.